# Billie Lindahl
Billie Lindahl, född 1987, är en svensk musiker, som 2007 debuterade med albumet Transparent knives. 2011 kom hennes andra skiva Red Tide, och 2016 kom det tredje soloalbumet Feed the Fire. Billie gör musik under artistnamnet Promise and the Monster, men har också spelat i band som Stiu nu Stiu och Vårt Solsystem.

## Diskografi
- 2007 – Transparent knives
- 2011 – Red Tide
- 2016 – Feed the Fire
- 2021 – Chewing Gum